# Phalanger mimicus
Кускус південний (Phalanger mimicus) — вид ссавців родини кускусових з когорти сумчасті (Marsupialia). Зустрічається в південних низовинах острова Нова Гвінея (Індонезія та Папуа Нова Гвінея) і, можливо, на островах Ару (Індонезія). Також присутній у дощовому лісі східного узбережжя півострова Кейп-Йорк (Австралія). На Новій Гвінеї найбільш часто живе в галерейних лісах вздовж річок, але зустрічається також у інших деревних місцях проживання, у тому числі вторинних лісах та садах. Живе у середньовисотних гірських вологих тропічних дубових лісах.

## Загрози та збереження
Серйозних загроз для виду нема. У Новій Гвінеї перебуває під тиском мисливства. Також гірничодобувна промисловість проводить розробки в межах ареалу тварини. У Новій Гвінеї знаходиться в області відомчого природокористування Кікорі. У австралійській частині свого ареалу вид добре захищений.